# Barsø
Barsø (tysk: Barsö) er en 226 ha stor dansk ø i Lillebælt ud for Genner Bugt. Øen har et areal på 2,7 km² og der er 15 beboere på øen (2021). Den har færgeforbindelse fra Barsø Landing på Løjt Land ca. 2,75 km vest for øen.
Øens navn Barsø stammer formodentlig fra det oldnordiske ord Bars, som betyder ubeskyttet ryg.
Bjerggaarden driver økologisk alle Barsøs marker. Der produceres mælk fra 185 Holstein køer, og kvierne græsser de 50 ha. som naturpleje, imens de 200 ha. dyrkes med foder til dyrene. Mælken bliver hentet af tankbilen og sejlet over til fastlandet inden den indvejes på Naturmælk ved Tinglev. 
I mange år var den eneste forbindelse en mindre båd, som senere blev erstattet af postbåden "Nordstjernen" som var i drift fra 1972 til 1980. Derefter blev den afløst af den nybyggede "Barsøfærgen" på Aabenraa Værft, der i 2002 blev forlænget med tre meter, så det blev muligt at tage landbrugsmaskiner, personbiler og en lille mælketankvogn med til øen. 
Færgen, der har plads til 24 passagerer og 3 biler, sejler på 15 minutter til Barsø 5-8 gange dagligt. 

## Skolen
Inden øen fik sin første skole i 1856, blev der holdt skolestue på en af gårdene, og undervisningen blev indtil 1800 varetaget af en stor skoledreng fra fastlandet. Den første seminarieuddannede lærer kom til Barsø i 1836. Skolen som stadig ligger på Barsø Bygade 59 blev i 1925 afløst af den nye skole på Barsø Bygade 50. Den blev i 1968 nedlagt, og øens børn går nu i skole på fastlandet.

## Natur
Øen er kendt for sit geologisk markante landskab med morænebakker og høje skrænter. 
Det højeste punkt er Gyldenbjerg (39 m) på den nordvestlige del af øen.
Der er ingen skov, men mange levende hegn samt et rigt fugleliv, asketræer, vilde brombærranker, vilde stikkelsbær, slåen og hyld. Af andre planter er der f.eks, vild gulerod, kodriver, vild påskelilje og dansk Arum med de karakteristiske røde bær.
Øen har flade, fugtige strandenge, med vandhuller med den sjældne strandtudse. Barsø er raste- og yngleområde for mange fugle. Langs skrænterne yngler digesvalerne. Skrænterne er op til 15 meter høje. 
I 1998 udsatte man fire rådyr ( 1 buk og 3 råer) som siden er blevet til en større bestand. Ellers er det af dyreliv på øen kun ræv, hare, mosegris, muldvarp, pindsvin, mus og strandtudse.
I farvandet omkring Barsø er der af og til marsvin og på stranden er det muligt at kunne observere sæler

## Historie
Fund fra jægerstenalderen viser at øen har været beboet for mindst 6.000 år siden. I 1982 bjergede man en 3,70 meter lang og 60 centimeter bred træstamme-båd fra vikingetiden, som  i dag er udstillet på Haderslev Museum. Træstammen som båden er lavet af er fældet i år 1040.
Barsø havde før i tiden en rig søfartstradition og øens gårde kunne være store, og bønderne velhavende i det frodige, rige område.
Alle 7 gårde på Barsø var gamle slægtsgårde,  Før i tiden var der 11 gårde på øen. En af dem – Strandgården er genopbygget på Frilandsmuseet i Sorgenfri ved København. Gården er gammeldags indrettet i forhold til tidssnittet for indretningen midt i 1800-tallet.
I 1855 fik øen sin egen stubmølle på Møllebakken. Før den tid måtte man ro kornet over til Dybvig på fastlandet og videre derfra med hestevogn til Rundemølle. I 1863 blev møllen solgt og revet ned og bønderne var igen nødsaget til at fragte kornet til fastlandet. 
Fra 1864 til 1920 var øen ligesom resten af Sønderjylland en del af Tyskland.
I 1892 stiftede bønderne et andelsselskab og byggede en ny mølle, der blev nedlagt 1936. 
1854 fik øen sin egen smed som ophørte i 1890. Derefter byggede øens landmænd en smedje
ved Møllebakken og en smed kom over fra fastlandet når det var nødvendigt, men 1940 blev den nedlagt.
1921 fik øen telefon (centralen er udstillet på Rundemølle). Øens elektricitet blev produceret af generatorer på de enkelte gårde indtil 1957, hvor der blev der lagt et søkabel fra fastlandet til øen.
Mejeriet blev bygget i 1932 og var i drift til 1952. Fra 1972 blev mælken sejlet over med færgen Nordstjernen i mælkejunger. I nutiden kommer der en tankbil over med færgen hver anden dag og henter øens mælk.

## Sagn
Et sagn fortæller, at vikingehøvdingen Bars, byggede sin borg ved Varbjerg, og at det var ham, der gav øen navn.
Et andet sagn fortæller at kæmpen Bars som boede i Barsmark på Løjt Land, en dag ville til Fyn. Han havde kun taget et par skridt ud i havet da han mærkede en klump jord i den ene træsko. Han tømte træskoen ud og fortsatte. Den klumpjord blev senere benævnt Bars Ø
I midten af 1300-tallet hærgede Den sorte død, på Løjt Land. Sagnet fortæller at munke fra Løjt Kloster på Løjt Land søgte tilflugt på Barsø, mens pesten hærgede. De slog sig ned i det område der i dag hedder Munkedal. 
Gamle overleveringer beretter om at polske lejetropper der under Svenskekrigene i isvinteren 1659 gik over isen fra Fyn, gik i land på Barsø, hvor de kom i slagsmål med øboerne. Slaget stod i det område på den nordlige del af øen der i dag kaldes Polakager.

## Turisme
Ved siden af færgelejet ligger der en lille lystbådehavn, offentlige toiletter, containere til affald og flasker.  
Barsøhuset er bygget i slutningen af 1800 tallet som sommerhotel, med 7 værelser på 1. sal. Omkring 1945 køber en gildebroder (Ernst Parelius) huset, og skænker det i 1949 til 1. Sct. Georgs Gilde Aabenraa. Siden da er Barsøhuset blevet udlejet til spejdere og lejerskoler. Barsøhuset blev ejerskiftet i 2017 og udlejes til overnatning for større grupper, familie-weekender, skoler, spejdere, fiske foreninger og lignende.
100 m fra færgelejet er der en cafe, som har åbent fra den sidste uge i juni  til udgangen af september.
Ca. en kilometer fra færgelejet på øens sydlige overdrev, Søndermaj, er der en primitiv lejrplads med toilet, drikkevand og affaldsplads.
Øen er meget kuperet. På øens højeste punkt, det 39 meter høje Gyldenbjerg, er der udsigt ud over Lillebælt, Løjt Land, Genner Fjord, Sønderballe Hoved, Als, Fyn og  resten af øen. 
Der er forskellige turmuligheder rundt på øen. Man kan vælge at gå den 7 lange tur langs kysten, eller følge vejene og stierne inde på øen, der giver til de forskellige naturområder.